# Daria Pratt
Myra Abigail "Daria" Pankhurst Pratt coniugata Pratt (Cleveland, 21 marzo 1859 – Cannes, 26 giugno 1938) è stata una golfista statunitense.
Partecipò alle Olimpiadi di Parigi del 1900, ottenendo la medaglia di bronzo nel torneo femminile di golf. All'Olimpiade parigina era presente anche suo genero Alexandros Merkati.
L'11 giugno 1911, Daria Pratt sposò il principe serbo Alexis Karageorgevich.

## Palmarès
- Olimpiadi

Parigi 1900: bronzo nel torneo femminile di golf.